# Amin (film, 2007)
Pour les articles homonymes, voir Amin.
 (octobre 2021).
Si vous disposez d'ouvrages ou d'articles de référence ou si vous connaissez des sites web de qualité traitant du thème abordé ici, merci de compléter l'article en donnant les références utiles à sa vérifiabilité et en les liant à la section « Notes et références ».
Pour plus de détails, voir Fiche technique et Distribution.
Amin est un court métrage français de David Dusa, sorti en 2007.

## Synopsis
Amin est l'histoire d'un enfant qui, depuis la voiture de son frère Abder, découvre ce monde d'adultes dans lequel il évolue, ainsi que l'énergie et la violence qui lui confèrent force et liberté. Mémoires d'enfance du personnage du court-métrage Cacheux, Amin permet de compléter le portrait d'Amin et d'imaginer les éléments qui ont façonné son être entre l'âge de 11 et 18 ans.

## Fiche technique
- Titre français : Amin
- Réalisateur : David Dusa
- Scénariste : David Dusa
- Montage : Nathalie Alonso Casale
- Photographie : Armin Franzen
- Son : Laurent Michaud, Alex Booy
- Producteur : Émilie Blézat
- Sociétés de production : Sciapode
- Pays d’origine :  France
- Langue : français
- Format : couleur
- Durée : 8 minutes

## Distribution
- Ramzi Bouaia : Amin
- Tariq Bettahar : Abdel
- Romain Berger : Policier 1
- Vincent Deslandres : Policier 2

## Distinctions
- PRIX UIP, Festival international du film de Rotterdam
- Nommé pour Meilleur Court-Métrage Européen, European Film Awards
- Prix Onda-Curta, Festival de Court Métrage de Vila do Conde
- Nomination pour la Meilleure Image, Deutscher Kamerapreis
- Grand Prix du Jury, Maremetraggio Film Festival
- Crystal Simorgh Prize, Festival du film de Fajr
- Grand Prix du Jury, Festival international du film de Rio de Janeiro
- Mention du Jury Aprila, Festival International du film de Milan